# Gérard Grisey
Gérard Grisey (Belfort, 16 de junio de 1946 - París, 11 de noviembre de 1998) fue un compositor francés asociado con el espectralismo.

## Biografía
Gerard Grisey nació en Belfort (Francia) en 1946. Desde una edad muy temprana, demostró un enorme interés y talento por la composición y el estudio musical, publicando su primer ensayo a la edad de 9 años. Estudió en el Conservatorio de Trossingen en Alemania (1963-65), y luego en el Conservatorio de París (1965-72) donde seguirá especialmente los cursos de composición de Olivier Messiaen (1968-72). Paralelamente, estudió con Henri Dutilleux en la «École Normale de Musique de Paris», (1968) y asistió a seminarios de Karlheinz Stockhausen, György Ligeti y Iannis Xenakis en Darmstadt (1972).
Finalmente, se inició en la electroacústica con Jean-Étienne Marie (1969) y en acústica con Émile Leipp en la «Faculté des sciences de Jussieu» (1974).
Galardonado con el Premio de Roma, fue becario en la Villa Médici en Roma, de 1972 à 1974, participa en la fundación del Ensemble l'Itinéraire; en 1980 será miembro residente del IRCAM, y luego será miembro invitado de la «Deutscher Akademischer Austauschdienst» en Berlín.
Gérard Grisey impartió numerosos seminarios de composición musical en Darmstadt, en Friburgo, en el IRCAM, en la Scuola Civica de Milán así como en varias universidades americanas.
De 1982 a 1986, enseñó en la Universidad de Berkeley de California. Fue profesor de composición del Conservatorio Nacional de París desde 1986 hasta el 11 de noviembre de 1998, cuando muere a causa de un aneurisma.
Sus obras fueron encargadas por diferentes instituciones internacionales. Se escuchan en programas de festivales, en radios y son tocadas por las más famosas formaciones instrumentales tanto en Europa como en Estados Unidos.

## Catálogo de obras
| Año     | Obra | Tipo de obra               | Duración |
| 1968    | Echanges, para piano preparado y contrabajo.                                                                                                   | Música instrumental (dúo)  |          |
| 1969    | Charme, clarinete solo. | Música solista (clarinete) |          |
| 1969    | Mégalithes, para quince cobres. | Música instrumental        |          |
| 1969-70 | Perichoresis, para tres grupos instrumentales.                                                                                                 | Música orquestal           |          |
| 1970    | Initiation, para barítono, trombón y contrabajo.                                                                                               | Música vocal               |          |
| 1970-72 | Vagues, chemins, le souffle, para clarinete y dos orquestas.                                                                                   | Música orquestal           |          |
| 1972    | D'eau et de pierre, para dos grupos instrumentales                                                                                             | Música instrumental        |          |
| 1973-74 | Dérives, para pequeño ensemble y gran orquesta.                                                                                                | Música orquestal           |          |
| 1974    | Periodes for 7 players [Ciclo «Espaces acoustiques» II].                                                                                       | Música instrumental        |          |
| 1975    | Partiels for 16 players, para dieciséis o dieciocho músicos [Ciclo «Espaces acoustiques» III].                                                 | Música instrumental        |          |
| 1975    | Essai, orquesta de cámara. | Música orquestal           |          |
| 1975-85 | Espaces acoustiques, ciclo de seis piezas para diversas formaciones.                                                                           | Música instrumental        |          |
| 1976    | Manifestation, para orquesta de debutantes. | Música orquestal           |          |
| 1976    | Prologue for viola [Ciclo «Espaces acoustiques» I].                                                                                            | Música solista (viola)     |          |
| 1976-78 | Modulations for 33 players, para treinta y tres músicos [Ciclo «Espaces acoustiques» IV].                                                      | Música orquestal           |          |
| 1978    | Sortie vers la lumière du jour, para órgano eléctrico y catorce músicos.                                                                       | Música instrumental        |          |
| 1978-79 | Jour, contre-jour, para órgano eléctrico, trece músicos y banda magnética de cuatro pistas.                                                    | Música instrumental        |          |
| 1979    | Tempus ex Machina, para seis percusionistas.                                                                                                   | Música instrumental        |          |
| 1980-81 | Transitoires, para orquesta [Ciclo «Espaces acoustiques» V].                                                                                   | Música orquestal           |          |
| 1981    | Solo pour deux, para clarinete y trombón. | Música instrumental (dúo)  |          |
| 1982-84 | Les Chants de l'Amour, para 12 cantantes y tape.                                                                                               | Música vocal               |          |
| 1983    | Anubis-Nout, dos piezas para clarinete contrabajo en Si bémol.                                                                                 | Música solista (clarinete) |          |
| 1983    | Anubis et Noux, para saxofón. | Música solista (saxofón)   |          |
| 1985    | Epilogue para 4 horns y gran orquesta [Ciclo «Espaces Acoustiques» VI].                                                                        | Música orquestal           |          |
| 1986    | Talea, ou la machine et les herbes folles. | Música instrumental        |          |
| 1987    | Gustave, para voz y dos cors. | Música vocal               |          |
| 1987    | Accords perdus for 2 horns, cinco miniaturas para dos cors en Fa.                                                                              | Música de cámara           |          |
| 1989    | Le Temps et l'Ecume, para cuatro percusionistas, dos sintetizadores y orquesta de cámara.                                                      | Música orquestal           |          |
| 1989-90 | Le Noir de l'Etoile, para seis percusionistas dispuestos alrededor del público, banda magnética y transmisión in situ de señales astronómicas. | Música instrumental        |          |
| 1994-96 | Vortex Temporum [Tourbillon de Temps) I, II, III, para piano y cinco instrumentos.                                                             | Música instrumental        |          |
| 1995    | Stèle, para dos percusionistas. | Música de cámara           |          |
| 1996-98 | Quatre Chants pour franchir le seuil, para voz de soprano y quince instrumentos.                                                               | Música vocal               |          |
| 1996-98 | L'Icone Paradoxale, hommage à Piero della Francesca, para dos voces de mujer y gran orquesta dividida en dos grupos                            | Música vocal               |          |
| 1997    | Wolf Lieder, orquestación de cuatro Lieder de Wolf.                                                                                            | Música vocal               |          |